# Salvador Lazo Lazo
Salvador Lazo Lazo (Faire, 1º maggio 1918 – Manila, 11 aprile 2000) è stato un vescovo cattolico filippino.

## Biografia
Salvador Lazo Lazo nacque a Faire, municipalità oggi nota con il nome di Santo Niño, il 1º maggio 1918 da Fortunato ed Emiliana Lazo. Suo padre era il locale giudice di pace. In seguito alla morte della madre durante un parto nel 1926, sua zia aiutò a crescere la famiglia.

### Formazione e ministero sacerdotale
Nel 1933 si diplomò alla scuola centrale "Santo Niño" e poi frequentò il liceo nazionale di Cagayan e il seminario "Cristo Re" della Società del Verbo Divino. Durante l'occupazione giapponese nell'ambito della seconda guerra mondiale, lui e i suoi compagni novizi furono costretti a continuare gli studi al seminario "Immacolata Concezione" di Vigan City. Suo fratello, anche lui seminarista, venne ucciso in questo periodo.
Dopo aver lasciato la Società del Verbo Divino, il 22 marzo 1947 fu ordinato presbitero per la diocesi di Tuguegarao dal vescovo Mariano Aspiras Madriaga. In seguito fu vicario parrocchiale della cattedrale di San Pietro a Vigan e poi vicario parrocchiale della parrocchia di San Giuseppe a Baggao dove fondò l'Accademia di San Jose. Nel 1950 venne nominato prefetto di disciplina nel nuovo seminario "San Jacinto Minore" del quale l'anno successivo divenne rettore. Nel 1967 venne nominato parroco di Lal-lo. A causa del gran numero di studenti nel 1968 fondò il locale liceo.

### Ministero episcopale
Il 1º dicembre 1969 papa Paolo VI lo nominò vescovo ausiliare di Tuguegarao e titolare di Selja. Ricevette l'ordinazione episcopale il 3 febbraio successivo dall'arcivescovo Carmine Rocco, nunzio apostolico nelle Filippine, coconsacranti l'arcivescovo metropolita di Nueva Segovia Juan Callanta Sison e il vescovo di Tuguegarao Teodulfo Sabugal Domingo.
Il 3 agosto 1977 papa Paolo VI lo nominò vescovo ausiliare di Nueva Segovia.
Il 20 gennaio 1981 papa Giovanni Paolo II lo nominò vescovo di San Fernando de La Union. Prese possesso della diocesi il 9 marzo successivo. Durante il suo episcopato supervisionò la costruzione del seminario, della cancelleria, della residenza episcopale, di due conventi e del centro pastorale "San Giuseppe". Il terremoto di Luzon del 1990 danneggiò molte chiese, scuole e canoniche della diocesi.
Il 28 maggio 1993 papa Giovanni Paolo II accettò la sua rinuncia al governo pastorale della diocesi per raggiunti limiti di età. Si trasferì a Zamboanga per accudire una sorella ammalata di cancro.
In seguito entrò in contatto con la Fraternità sacerdotale San Pio X e iniziò a identificarsi come cattolico tradizionalista, celebrando esclusivamente la messa tridentina dal 1995. Il cardinale Jaime Sin e l'arcivescovo Diosdado Aenlle Talamayan gli rivolsero diversi appelli affinché interrompesse i suoi rapporti con la Fraternità sacerdotale San Pio X ma egli rifiutò.
Nel 1998 fece una dichiarazione di fede a papa Giovanni Paolo II dicendo che "l'obbedienza deve servire alla fede". In quell'occasione affermò che le riforme del Concilio Vaticano II erano "volte a distruggere la religione cattolica". Una volta descrisse il giudaismo come "nemico principale visibile della Chiesa cattolica".
Morì a Manila l'11 aprile 2000 all'età di 81 anni. Le esequie furono presiedute dal vescovo lefebvriano Bernard Fellay.

## Genealogia episcopale
La genealogia episcopale è:
- Cardinale Scipione Rebiba
- Cardinale Giulio Antonio Santori
- Cardinale Girolamo Bernerio, O.P.
- Arcivescovo Galeazzo Sanvitale
- Cardinale Ludovico Ludovisi
- Cardinale Luigi Caetani
- Cardinale Ulderico Carpegna
- Cardinale Paluzzo Paluzzi Altieri degli Albertoni
- Papa Benedetto XIII
- Papa Benedetto XIV
- Papa Clemente XIII
- Cardinale Marcantonio Colonna
- Cardinale Giacinto Sigismondo Gerdil, B.
- Cardinale Giulio Maria della Somaglia
- Cardinale Carlo Odescalchi, S.I.
- Cardinale Costantino Patrizi Naro
- Cardinale Lucido Maria Parocchi
- Papa Pio X
- Cardinale Gaetano De Lai
- Cardinale Raffaele Carlo Rossi, O.C.D.
- Cardinale Amleto Giovanni Cicognani
- Arcivescovo Carmine Rocco
- Vescovo Salvador Lazo Lazo